# Красноторка
Красноторка — посёлок в Донецкой области. Подчиняется Краматорскому городскому совету.
Название происходит от реки Казённый Торец и залежей красной глины. В «Спутнике по Курско-Харьково-Севастопольской железной дороге», с. 172, указывается, что Красноторка названа непосредственно по реке Красный Торец. Некоторые источники указывают, что Казённый Торец назывался Красным.

## Географическое положение
Посёлок расположен на обоих берегах реки Казённый Торец к югу от Краматорска. За 96 км от Донецка.

## История
Была основана как слобода Красноторья секунд-майором Степаном Сергеевичем Тарановым. Административно станица была включена в состав Изюмского уезда Слободско-Украинской губернии.
В 1927 был открыт остановочный пункт Пчёлкино.
4 октября 1933 — в связи с утратой сельскохозяйственного статуса и превращением в пригород Краматорского постановлением ВУЦИК село преобразовано в посёлок.
Статус посёлка городского типа был получен 15 ноября 1938 года.
До 1975 поселковому совету подчинялось село Старорайское (ныне в Райском поссовете г. Дружковки).
30 июня 1999 года решением V сессии поселкового совета XXIII созыва (#V/23-48) был утверждён герб Красноторки. Автор герба: Сергей Громадин.

Герб Красноторки представляет собой щит французской формы, разделенный на три равные вертикальные части. Верхняя красная полоса с изображением крепости ТОР символизирует название поселка, а семь звезд – количество десятилетий в советской истории. Синяя полоса символизирует реку Торец, ладья изображенная на ней – «путь под знаком национальной независимости», а восемь щитов и столько же звезд – количество лет, которое прошло от момента провозглашения независимости до утверждения герба. Нижняя желтая полоса с изображением снопа символизируют урожай и достаток. Флаг повторяет полосы, изображенные на гербе, а в центре флага размещен сноп пшеницы.

## Динамика численности населения
| 1851 | 1864 | 1897 | 1939 | 1959 | 1966 | 1970 | 1976 | 1979 | 1989 | 1992 | 1999 | 2001 | 2024 |
| ---- | ---- | ---- | ---- | ---- | ---- | ---- | ---- | ---- | ---- | ---- | ---- | ---- | ---- |
| 53   | 222  | 558  | 5514 | 7375 | 9100 | 3505 | 3600 | 3259 | 2825 | 2700 | 2300 | 3179 | 3001 |